# Listă de filme documentare despre cel de-al Doilea Război Mondial
Aceasta este o Listă de filme documentare despre al Doilea Război Mondial. Pentru filme artistice vezi Listă de filme despre al Doilea Război Mondial.

## Anii 1940
| An   | Țara         | Titlu                       | Regizor                          |
| ---- | ------------ | --------------------------- | -------------------------------- |
| 1940 | Germania     | Deutsche Panzer             | Walter Ruttmann                  |
| 1940 | Germania     | Deutsche Waffenschmieden    | Walter Ruttmann                  |
| 1940 | Germania     | Feldzug in Polen            |                                  |
| 1941 | Canada       | Churchill's Island          | Stuart Legg                      |
| 1941 | Canada       | Inside Fighting China       | Stuart Legg                      |
| 1941 | USA          | Kukan                       | Rey Scott                        |
| 1941 | Italia       | Uomini sul fondo            | Francesco De Robertis            |
| 1942 | Germania     | Männer, Meer und Stürme     | Heinrich Hauser, Hubert Schonger |
| 1942 | Regatul Unit | The Soldier's Food          | necunoscut                       |
| 1944 | Germania     | Panorama                    |                                  |
| 1944 | USA          | The Battle for the Marianas | Gordon Hollingshead              |
| 1945 | Denmark      | Danmark i Lænker            | Sven Methling                    |
| 1946 | USA          | Let There Be Light          | John Huston                      |

## Anii 1950
| An   | Țara   | Titlu          | Regizor       |
| ---- | ------ | -------------- | ------------- |
| 1952 | USA    | Victory at Sea | M. Clay Adams |
| 1955 | France | Night and Fog  | Alain Resnais |

## Anii 1960
| An   | Țara         | Titlu                                | Regizor                       |
| ---- | ------------ | ------------------------------------ | ----------------------------- |
| 1962 | Canada       | Canada at War                        | ?                             |
| 1964 | Canada       | Fields of Sacrifice                  | Donald Brittain               |
| 1965 | Canada       | Memorandum                           | Donald Brittain, John Spotton |
| 1965 | Soviet Union | Ordinary Fascism                     | Mikhail Romm                  |
| 1968 | USA          | The Rise and Fall of the Third Reich | Jack Kaufman                  |
| 1969 | France       | The Sorrow and the Pity              | Marcel Ophüls                 |

## Anii 1970
| An   | Țara         | Titlu                 | Regizor                        |
| ---- | ------------ | --------------------- | ------------------------------ |
| 1973 | UK           | The World at War      | Miscellaneous                  |
| 1974 | Israel       | The 81st Blow         | Haim Gouri                     |
| 1976 | UK           | The Memory of Justice | Marcel Ophüls                  |
| 1978 | Soviet Union | The Unknown War       | Isaac Kleinerman, Roman Karmen |

## Anii 1980
| An   | Țara         | Titlu                                                           | Regizor                   |
| ---- | ------------ | --------------------------------------------------------------- | ------------------------- |
| 1980 | West Germany | The Yellow Star - The Persecution of the Jews in Europe 1933-45 | Dieter Hildebrandt        |
| 1981 | USA          | The Life and Times of Rosie the Riveter                         | Connie Field              |
| 1982 | USA          | Genocide                                                        | Arnold Schwartzman        |
| 1982 | Sweden       | The Story of Chaim Rumkowski and the Jews of Lodz               | Peter Chohen, Bo Kuritzen |
| 1982 | USA          | Who Shall Live and Who Shall Die                                | Laurence Jarvik           |
| 1985 | France       | Shoah                                                           | Claude Lanzmann           |
| 1985 | USA          | Unfinished Business                                             | Steven Okazaki            |
| 1987 | Japan        | The Emperor's Naked Army Marches On                             | Kazuo Hara                |
| 1988 | France       | Hôtel Terminus: The Life and Times of Klaus Barbie              | Marcel Ophüls             |
| 1989 | UK           | Fascist Legacy                                                  | Ken Kirby                 |
| 1989 | Sweden       | The Architecture of Doom                                        | Peter Cohen               |

## Anii 1990
| An   | Țara        | Titlu                                             | Regizor                     |
| ---- | ----------- | ------------------------------------------------- | --------------------------- |
| 1990 | USA         | Days of Waiting: The Life & Art of Estelle Ishigo | Steven Okazaki              |
| 1990 | Germany     | Mein Krieg                                        | Harriet Eder, Thomas Kufus  |
| 1992 | Canada      | The Valour and the Horror                         | Brian McKenna               |
| 1993 | France      | L'Œil de Vichy                                    | Claude Chabrol              |
| 1994 | USA         | Battlefield                                       | Miscellaneous               |
| 1994 | Germany     | The Jewess and the Captain                        | Ulf von Mechow              |
| 1994 | Spain       | Memory of Water                                   | Héctor Fáver                |
| 1995 | UK          | Anne Frank Remembered                             | Jon Blair                   |
| 1995 | USA         | One Survivor Remembers                            | Kary Antholis               |
| 1995 | South Korea | Najeun moksori                                    | Young-Joo Byun              |
| 1996 | USA         | Fire on the Mountain                              | Beth Gage, George Gage      |
| 1997 | USA         | The Long Way Home                                 | Mark Jonathan Harris        |
| 1997 | UK          | The Nazis: A Warning from History                 | Laurence Rees, Tilman Remme |
| 1997 | Estonia     | We Lived for Estonia                              | Andres Sööt                 |
| 1998 | USA         | Nazis: The Occult Conspiracy                      | Tracy Atkinson, Joan Baran  |
| 1998 | USA         | Pola's March                                      | Jonathan Gruber             |
| 1998 | USA         | The Last Days                                     | James Moll                  |
| 1998 | Netherlands | The Saved                                         | Paul Cohen, Oeke Hoogendijk |
| 1998 | USA         | Voices of the Children                            | Zuzana Justman              |
| 1998 | Canada      | Unwanted Soldiers                                 | Jari Osborne                |
| 1999 | UK          | The Second World War in Colour                    | Polly Bide                  |
| 1999 | UK          | War of the Century                                | Laurence Rees               |

## Anii 2000

### 2000
| Țara           | Titlu                                                      | Regizor                       |
| -------------- | ---------------------------------------------------------- | ----------------------------- |
| Czech Republic | A Story about a Bad Dream                                  | Pavel Stingl                  |
| USA            | From Swastika to Jim Crow                                  | Lori Cheatle, Martin D. Toub  |
| USA            | Into the Arms of Strangers: Stories of the Kindertransport | Mark Jonathan Harris          |
| Germany        | Paragraph 175                                              | Rob Epstein, Jeffrey Friedman |
| Germany        | Shadows of Memory                                          | Claudia von Alemann           |
| USA            | Sisters in Resistance                                      | Maia Wechsler                 |
| UK             | The Children Who Cheated the Nazis                         | Sue Read                      |

### 2001
| Țara   | Titlu                          | Regizor                         |
| ------ | ------------------------------ | ------------------------------- |
| UK     | Horror in the East             | Laurence Rees, Martina Balazova |
| Japan  | Japanese Devils                | Minoru Matsui                   |
| France | Sobibor, Oct. 14, 1943, 4 p.m. | Claude Lanzmann                 |

### 2002
| Țara    | Titlu                                                        | Regizor                         |
| ------- | ------------------------------------------------------------ | ------------------------------- |
| USA     | A Yiddish World Remembered                                   | Andrew Goldberg                 |
| Austria | Blind Spot: Hitler's Secretary                               | André Heller, Othmar Schmiderer |
| USA     | Secret Lives: Hidden Children and Their Rescuers During WWII | Aviva Slesin                    |
| Canada  | The Boys of Buchenwald                                       | Audrey Mehler                   |

### 2003
| Țara    | Titlu                                       | Regizor                              |
| ------- | ------------------------------------------- | ------------------------------------ |
| USA     | Marion's Triumph                            | John Chua                            |
| Denmark | Med ret til at dræbe (With a Right to Kill) | Morten Henriksen, Peter Øvig Knudsen |
| Canada  | Prisoner of Paradise                        | Malcolm Clarke, Stuart Sender        |
| USA     | The Holocaust Experience                    | Oeke Hoogendijk                      |

### 2004
| Țara        | Titlu                                                    | Regizor                      |
| ----------- | -------------------------------------------------------- | ---------------------------- |
| UK          | Dunkirk                                                  | Alex Holmes                  |
| Netherlands | Goodbye Holland                                          | Willy Lindwer                |
| USA         | Hidden Fuhrer: Debating the Enigma of Hitler's Sexuality | Fenton Bailey, Randy Barbato |
| USA         | Hiding and Seeking                                       | Menachem Daum, Oren Rudavsky |

### 2005
| Țara    | Titlu                                              | Regizor                        |
| ------- | -------------------------------------------------- | ------------------------------ |
| Germany | 2 or 3 Things I Know About Him                     | Malte Ludin                    |
| USA     | A Note of Triumph: The Golden Age of Norman Corwin | Eric Simonson                  |
| UK      | Auschwitz: The Nazis and the 'Final Solution'      | Laurence Rees, Catherine Tatge |
| UK      | Hiroshima                                          | Paul Wilmshurst                |
| USA     | The 11th Day: Crete 1941                           | Christos Epperson              |
| USA     | The Mushroom Club                                  | Steven Okazaki                 |
| Poland  | The Portraitist                                    | Ireneusz Dobrowolski           |
| Austria | Unwanted Cinema                                    | Petrus van der Let             |

### 2006
| Țara    | Titlu                 | Regizor                                    |
| ------- | --------------------- | ------------------------------------------ |
| Russia  | Blokada               | Sergei Loznitsa                            |
| USA     | Forgiving Dr. Mengele | Bob Hercules, Cheri Pugh                   |
| USA     | The Rape of Europa    | Richard Berge, Bonni Cohen, Nicole Newnham |
| Estonia | The Blue Hills        | Raimo Jõerand                              |

### 2007
| Țara   | Titlu                                                             | Regizor                     |
| ------ | ----------------------------------------------------------------- | --------------------------- |
| USA    | A Distant Shore: African Americans of D-Day                       | Douglas Cohen               |
| Canada | My Opposition: The Diaries of Friedrich Kellner                   | Fern Levitt                 |
| USA    | Nanking                                                           | Bill Guttentag, Dan Sturman |
| USA    | Order Castles of the Third Reich                                  | R.J. Adams                  |
| USA    | Ruins of the Reich                                                | R.J. Adams                  |
| Israel | Stalags                                                           | Ari Libsker                 |
| USA    | The War                                                           | Ken Burns, Lynn Novick      |
| USA    | White Light/Black Rain: The Destruction of Hiroshima and Nagasaki | Steven Okazaki              |
| USA    | Wings of Defeat                                                   | Risa Morimoto               |
| Japan  | Yasukuni                                                          | Li Ying                     |

### 2008
| Țara        | Titlu                                                            | Regizor                            |
| ----------- | ---------------------------------------------------------------- | ---------------------------------- |
| USA         | Battle 360°                                                      | Tony Long                          |
| Germany     | Harlan – In the Shadow of Jew Süss                               | Felix Moeller                      |
| Netherlands | Tulip Time: The Rise and Fall of the Trio Lescano                | Tonino Boniotti, Marco De Stefanis |
| Latvia      | The Soviet Story                                                 | Edvīns Šnore                       |
| UK          | World War II Behind Closed Doors: Stalin, the Nazis and the West | Laurence Rees, Andrew Williams     |

### 2009
| Țara        | Titlu                              | Regizor                            |
| ----------- | ---------------------------------- | ---------------------------------- |
| France      | Apocalypse: The Second World War   | Isabelle Clarke, Daniel Costelle   |
| USA         | The Inheritance of War             | Ashley Karras                      |
| Netherlands | Patton 360°                        | Tony Long                          |
| Finland     | Sisters Across the Gulf of Finland | Imbi Paju                          |
| UK          | The Week We Went to War            | Malcolm McKissock, Louise Pirie    |
| USA         | WWII in HD                         | Frederic Lumiere, Matthew Ginsburg |

## Anii 2010

### 2010
| Țara   | Titlu                                                     | Regizor        |
| ------ | --------------------------------------------------------- | -------------- |
| Canada | War Music Arhivat în 20 aprilie 2012, la Wayback Machine. | David Porteous |

### 2011
| Țara        | Titlu                                                       | Regizor          |
| ----------- | ----------------------------------------------------------- | ---------------- |
| USA         | We Were There Arhivat în 7 august 2012, la Wayback Machine. | Jarod O'Flaherty |
| Netherlands | 900 Days                                                    | Jessica Gorter   |

## Vezi și
- Listă de filme despre cel de-al Doilea Război Mondial